# Špičák (Železná Ruda)
Špičák je vesnice, část města Železná Ruda v okrese Klatovy v Plzeňském kraji. Nachází se asi dva kilometry severně od Železné Rudy. Prochází zde silnice II/190. Je zde evidováno 272 adres. V roce 2011 zde trvale žilo 219 obyvatel.
Vznikla spojením vesnic Špičák a Ves Železná Ruda.
Špičák je také název katastrálního území o rozloze 15,91 km².

## Historie
První písemná zmínka o vesnici pochází z roku 1569. Původní obec se jmenovala Ves Železná Ruda (německy Dorf Eisenstein). Špičák (německy Spitzberg) byl součástí této obce, jednalo se o skupinu domů, z toho 2 hotely. Osadou  této obce byl též Pancíř. V letech 1938 až 1945 byla tato obec v důsledku uzavření Mnichovské dohody přičleněna k nacistickému Německu.

## Obyvatelstvo
| Rok            | 1869 | 1880 | 1890 | 1900 | 1910 | 1921 | 1930 | 1950 | 1961 | 1970 | 1980 | 1991 | 2001 | 2011 | 2021 |
| -------------- | ---- | ---- | ---- | ---- | ---- | ---- | ---- | ---- | ---- | ---- | ---- | ---- | ---- | ---- | ---- |
| Počet obyvatel | 500  | 729  | 788  | 676  | 668  | 706  | 660  | 738  | 239  | 194  | 205  | 195  | 198  | 219  | 261  |
| Počet domů     | 66   | 73   | 74   | 75   | 80   | 82   | 93   | 86   | 45   | 48   | 44   | 78   | 54   | 96   | 133  |

V celé obci Železná Ruda Ves, včetně Špičáku a Pancíře, stálo v roce 1921 96 domů a žilo zde 817 obyvatel, z toho 28 Čechoslováků a 781 Němců,

## Obecní správa
Okresní národní výbor v Klatovech dne 24. září 1945 jmenoval předsedu a členy Místní správní komise ve Vsi Železná Ruda. Bývalý starosta obce Ves Železná Ruda byl ponechán ve službách místní správní komise. K obměně místní správní komise došlo 30. října 1945, kdy klatovský okresní národní výbor jmenoval nové členy místní správní komise ve Vsi Železná Ruda. Obecní tajemník byl ustanoven místní správní komisí ve Vsi Železná Ruda dne 14. listopadu 1945. Místní národní výbor ve Vsi Železná Ruda byl v obci ustanoven po volbách 26. července 1946.
Na plénu místního národního výboru dne 20. září 1947 byla schválena změna názvu obce Ves Železná Ruda na nový úřední název obce Špičák. Ten byl stanoven vyhláškou ministerstva vnitra z roku 1950.
Od 1. července 1975 je Špičák částí Železné Rudy.

### Územní příslušnost
- v roce 1850 patřila tato obec do okresu Sušice[8]
- v roce 1900 patřila tato obec do okresu Klatovy[8]
- k 1. lednu 1948 patřila obec Ves Železná Ruda, osada Pancíř, část obce Špičák do správního okresu Klatovy, soudní okres Nýrsko, poštovní úřad Špičák, stanice sboru národní bezpečnosti Městys Železná Ruda, železniční stanice a nákladiště Špičák. Podle údajů Státního statistického úřadu v Praze bylo v obci Ves Železná Ruda k 22. květnu 1947 sečteno 303 přítomných obyvatel.[13]
- k 1. únoru 1949 patřila obec Ves Železná Ruda a osada Pancíř do okresu Klatovy, kraj Plzeňský. V roce 1949 došlo ke sloučení obce Ves Želená Ruda a části obce Špičák do nové obce Špičák.[5][14] Katastrální území Ves Železná Ruda bylo v roce 1949 přejmenováno na Špičák.[15]
- k 1. lednu 1950 patřila obec Špičák do okresu Klatovy, kraj Plzeňský, matriční úřad u místního národního výboru v Železné Rudě[16]
- k 1. červenci 1952 měla obec Špičák tyto části :  1. Pancíř, 2. Špičák[17]
- k 1. červenci 1960 patřila obec Špičák a místní část Pancíř do okresu Klatovy, kraj Západočeský a je pod správou Místního národního výboru v Železné Rudě[18]
- Od 1. července 1975 je Špičák částí města Železná Ruda, okres Klatovy, kraj Západočeský[8]

## Pamětihodnosti
- Špičácký tunel, mezi lety 1877 až 2007 nejdelší železniční tunel v českých zemích (délka 1747 metrů)
- Národní přírodní rezervace Černé a Čertovo jezero
- Přírodní památka Královský hvozd
- Památný strom Železnorudský jasan